# Немања Ковачевић (новинар)
Немања Ковачевић (Ужице, 28. март 1992) српски је новинар и водитељ.

## Биографија
Немања Ковачевић је рођен у Ужицу 28. марта 1992. године. На телевизији је почео да ради са непуних седамнаест година. На почетку своје новинарске каријере, водио је и уређивао културно-забавну емисију „Моје Ужице” која се емитовала на ТВ 5 у Ужицу. После годину дана рада на ТВ 5, прешао је на Регионалну ТВ Лав у Ужицу на којој је водио и уређивао емисију „Опипавање пулса”. После годину дана рада на Регионалној ТВ Лав, прешао је на ТВ Алфа у Ужицу, у којој је радио у информативној редакцији, и на којој је водио разне емисије, а уједно водио и хуманитарну акцију „Срцем за Павла”, за коју су 2012. године, Немања и његова колегиница Нађа, проглашени за најмлађе награђене новинаре у Србији. Добитник је награде за хуманост и ширење културе међу младима.. Члан је Удружења новинара Србије (УНС), а и члан је Књижевног клуба „Паун Петронијевић Рујно” из Ужица. 
Завршио је Факултет за туристички и хотелијерски менаџмент у Београду и стекао звање дипломирани економиста. Предавач је у школи новинарства на предмету телевизијско новинарство. 
Водитељ је и аутор многих ТВ емисија („Моје Ужице”, „Опипавање пулса”, „Пут до звезда”, „Истина блага вреди”...), књижевних вечери и манифестација посвећеним култури (Духовно вече „У част Тадији”, Књижевна манифестација „Одзиви Пауну”, „И ми имамо таленат”, „Сусрети на Змајевцу”, Српско-руске вечери...). 
Био је сарадник листа „Вести” од 2012. године и бројних портала. Његови текстови су објављени на многим порталима и у часопису „Hello” и „Story”. Тренутно је сарадник „Ужичке недеље”. 
Неуморни је трудбеник на пољу очувања традиције, поготово кроз његове емисије, текстове, гостовања у националним медијима, али и кроз активност на промовисању манифестације – „Сусрети на Змајевцу“.
Био је и члан жирија на престижном ТВ фестивалу „Прес Витез” у Београдској кинотеци са највећим именима српског новинарства, и члан жирија у пројекту „И ми имамо таленат” (за Златиборски округ).
Дугогодишњи је сарадник Нене Кунијевић, уреднице и редитељке РТС-а, ауторке култних серијала „Лети, лети песмо моја мила“ , „Играле се делије“... и многих других. Уз Нену је имао срећу да упозна „РТС-ову школу новинарства“, али и да испече занат. 
Учесник је бројних семинара (семинар о бази података у Заводу за статистику, Извештавање о жртвама насиља у Врњачкој Бањи...) од којих се посебно издваја семинар „Од локалне комуникације до глобализације”, на коме је био један од говорника, а који је организовао редитељ РТС-а Петар Станојловић. Био је члан жирија и на сајму виртуелних предузећа.
Годинама ради у име грађана Ужица помажући пре свега младим, али и свим квалитетним људима који су заслужили да се за њих чује, а који су неправедно „невидљиви”. Активан у времену трајања хуманитарних акција на бројним телевизијама, као и за време поплава када се прикључио акцији за помоћ људима из Обреновца анимирајући грађанство да се одазове у што већем броју. Кроз блиске, популарне, али и дубоко смислене електронске форме преноса жељеног, успео је да анимира и подстакне младе на интелектуални бунт као и на непристанак на осредње, површно и често понижавајуће. Многи од њих постали су и сами протагонисти хуманитарних акција и носиоци културних збивања. Промовишући Златиборски округ и град Ужице, разградио је комплекс провинције под слоганом „Моје место – мој рај” указујући да је провинција стање свести, а не место пребивалишта. 
У слободно време пише поезију, а његове песме већ су објављене у песничким зборницима.

## Награде и признања
- Награда за хуманост и ширење културе међу младима — од удружења родитеља деце оболеле од дистрофије мишића
- Награда „Чувар традиције Златиборског краја” — на манифестацији „Сусрети на Змајевцу”, 3. августа 2014.[4]
- Награда за залагање и промовисање интереса младих — од Уније студената Ужица, 10. јануара 2018.[5]
- Захвалница града Ужица — за дугогодишњи рад, 2011.